# Флавінмононуклеотид

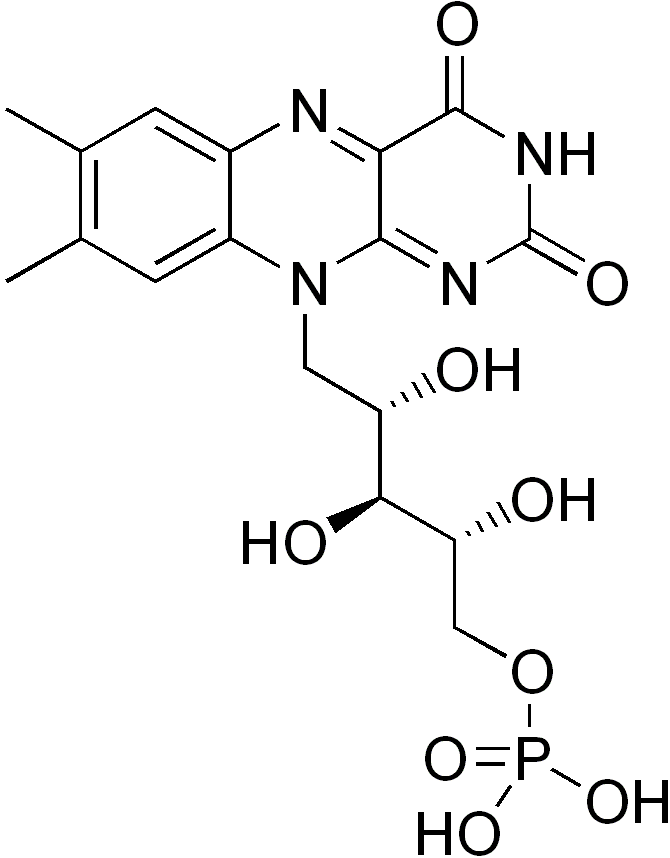
Флавінмононуклеотид

Флавінмононуклеотид (також рибофлавін-5'-фосфат, ФМН) — основна форма, в якій рибофлавін знаходиться в живих тканинах і клітинах.
Використовується як харчовий барвник (зареєстрований харчовий додаток E101a).
Дуже подібна речовина, натрієва сіль рибофлавін-5'-фосфату, також зареєстрована як харчовий додаток (E106), заборонена до використання в Україні.